# 바이에른 방송
바이에른 방송(BR, 독일어: Bayerischer Rundfunk)은 바이에른주를 권역으로 하는 공영 방송으로 ARD에 가맹되어 있다. 본사는 뮌헨에 있다.
바이에른 방송의 수입원 중 84% 가량은 수신료이며, 이 외에 3%~13%는 광고 송출 및 프로그램 판매로 수익을 얻고 있다.
이 수입원의 60%는 TV 프로그램, 28%는 라디오 프로그램, 8%는 기술 유지 및 보수, 4%는 관리 비용으로 사용되고 있다.
수신료는 2005년 4월 1일 기준으로 라디오와 TV와 함께인 경우 17.03유로, 라디오 만의 경우 5.52유로를 받는다.

## 텔레비전 채널
- Das Erste : ARD의 전국 방송 채널.
- Bayerisches Fernsehen(바이에른 텔레비전) : BR의 자체 텔레비전 방송으로 1964년 9월 22일에 개국하였다.
- ARD-alpha : 교육,과학,문화 채널로 1998년에 BR-alpha란 이름으로 개국하였다. 개국 당시엔 바이에른 주 권역 한정이었으나, 케이블 및 위성, IPTV를 통해 독일 전역으로 확대되었으며, 2014년 6월 29일자로 현재의 이름으로 바뀌었다. 지상파로는 여전히 바이에른 주에서만 방송한다.

## 라디오 채널

### 아날로그, 디지털 겸용
- Bayern 1 : 중장년층을 대상으로 한 음악 및 지역 정보 채널.
- Bayern 2 : 음악 및 문화 채널.
- Bayern 3 : 젊은 층을 대상으로 한 대중 음악 채널.
- BR-KLASSIK : 클래식 음악 채널.
- B5 aktuell : 뉴스 채널.

### 디지털 오디오 방송전용
- Bayern plus
- PULS : 청년층 대상 채널.
- Bayern 2+
- B5 plus
- BR Verkehr : 교통정보 중심 채널.

## 악단
- 바이에른 방송 교향악단
- 뮌헨 방송 관현악단
- 바이에른 방송 합창단